# Europa orientale
     Europa centrale e orientale
     Europa occidentale
     Europa meridionale
     Europa settentrionale
- In colore più scuro: Russia
- In colore scuro: Paesi un tempo compresi nell'Unione Sovietica
- In colore chiaro: Paesi un tempo appartenenti al Patto di Varsavia;
- In colore più chiaro: Paesi già ad economia socialista che non fecero mai parte del Patto di Varsavia

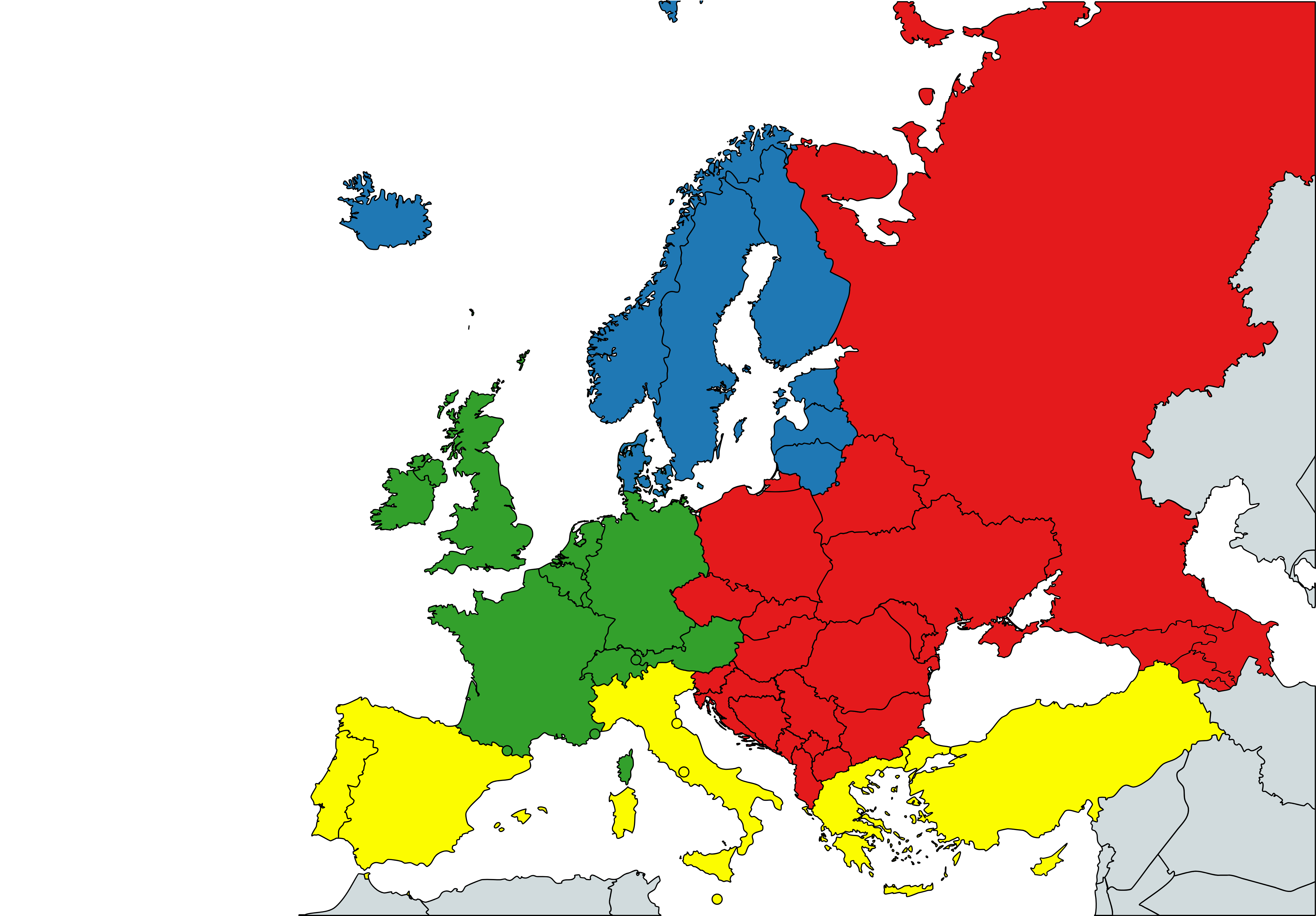
Sottoregioni europee secondo Eurovoc.
Europa centrale e orientale
Europa occidentale
Europa meridionale
Europa settentrionale

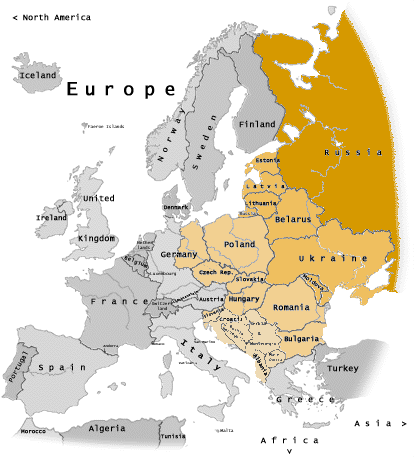
I Paesi dell'Europa orientale secondo l'accezione politica.

L'espressione Europa orientale indica un raggruppamento di Paesi europei ed ha due accezioni:
1. insieme di tutti i Paesi posti nell'area orientale d'Europa (criterio di geografia fisica);
2. insieme dei Paesi posti nell'area orientale d'Europa che, prima del periodo 1990-1992, erano membri dell'ex Patto di Varsavia o che erano parte integrante dell'Unione Sovietica o che erano comunque Stati socialisti (criterio storico-politico).

## Paesi inclusi secondo criteri politici
La delimitazione dell'Europa orientale varia a seconda del punto di vista, dato che questo concetto può essere inteso sia nella sua accezione politica, sia nella sua accezione puramente geografica.
Dal punto di vista politico l'area europea orientale può arrivare a comprendere anche tutta l'Asia settentrionale, visto che tale territorio è parte integrante della Russia, Paese transcontinentale. Questo è il criterio seguito nel geoschema delle Nazioni Unite. Anche Cipro viene spesso incluso politicamente in quest'area, dato che è un membro dell'Unione europea.
Le nazioni transcaucasiche di Armenia, Azerbaigian e Georgia fanno parte dell'area storico-politica dell'Europa orientale, pur non appartenendo al continente europeo dal punto di vista geografico. I tre stati hanno intensi legami politici e culturali con l'Europa, rientrando nella politica di vicinato dell'Unione europea attraverso il Partenariato orientale e aderendo al Consiglio d'Europa.
Durante la guerra fredda con Europa orientale si indicava il cosiddetto blocco comunista, ma con l'allargamento a est dell'Unione europea questo termine ha perso parte del suo valore e assume un valore per lo più culturale.

## Paesi inclusi secondo criteri di geografia fisica
Secondo il criterio della geografia fisica, l'Europa orientale comprende anche la Grecia, Finlandia e la Turchia europea. Cipro è invece considerato un Paese asiatico.
La zona del Caucaso è considerata geograficamente una zona completamente asiatica, se si pone il confine tra Europa ed Asia sulla depressione del Kuma-Manyč; ponendo invece tale confine sullo spartiacque principale del Caucaso, la Ciscaucasia, territorio russo, risulta essere un territorio europeo e la Georgia e l'Azerbaigian sono paesi transcontinentali, in quanto alcune loro municipalità settentrionali sono situate a nord di tale spartiacque.

## Stati

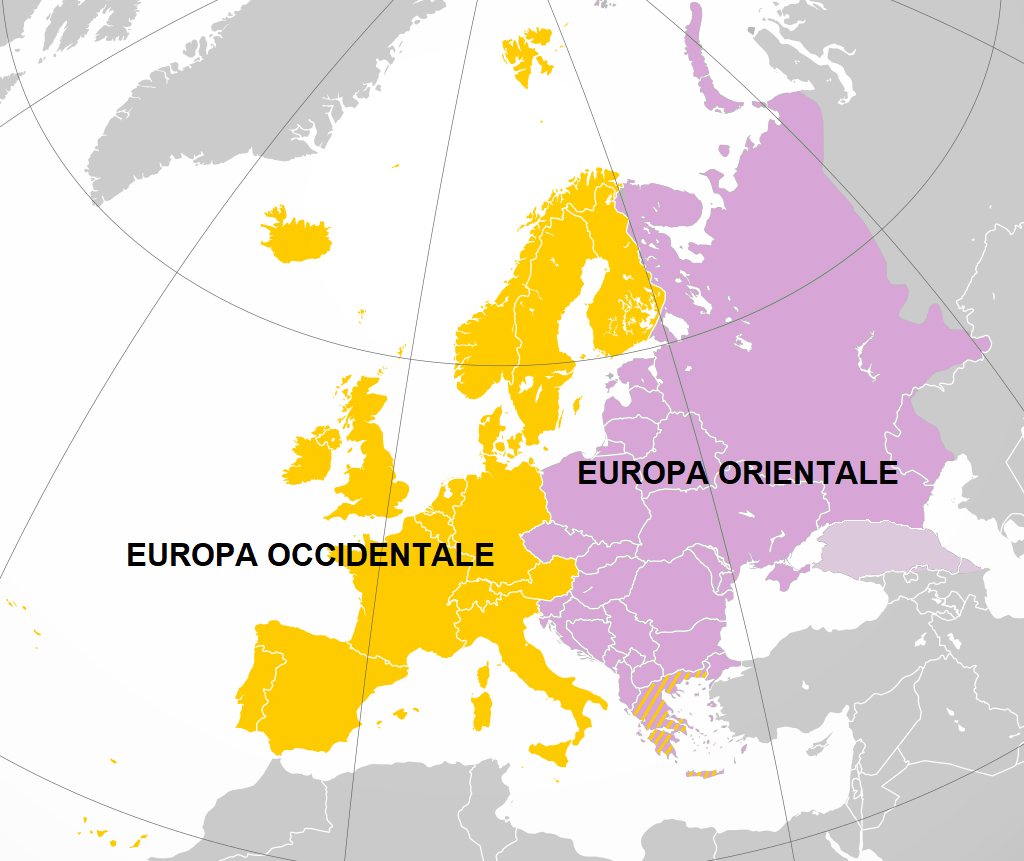
Carta 1 - L'Europa occidentale e l'Europa orientale in senso più ampio. La Grecia e la Finlandia appartengono all'Europa orientale secondo il criterio di geografia fisica, all'Europa occidentale secondo il criterio politico

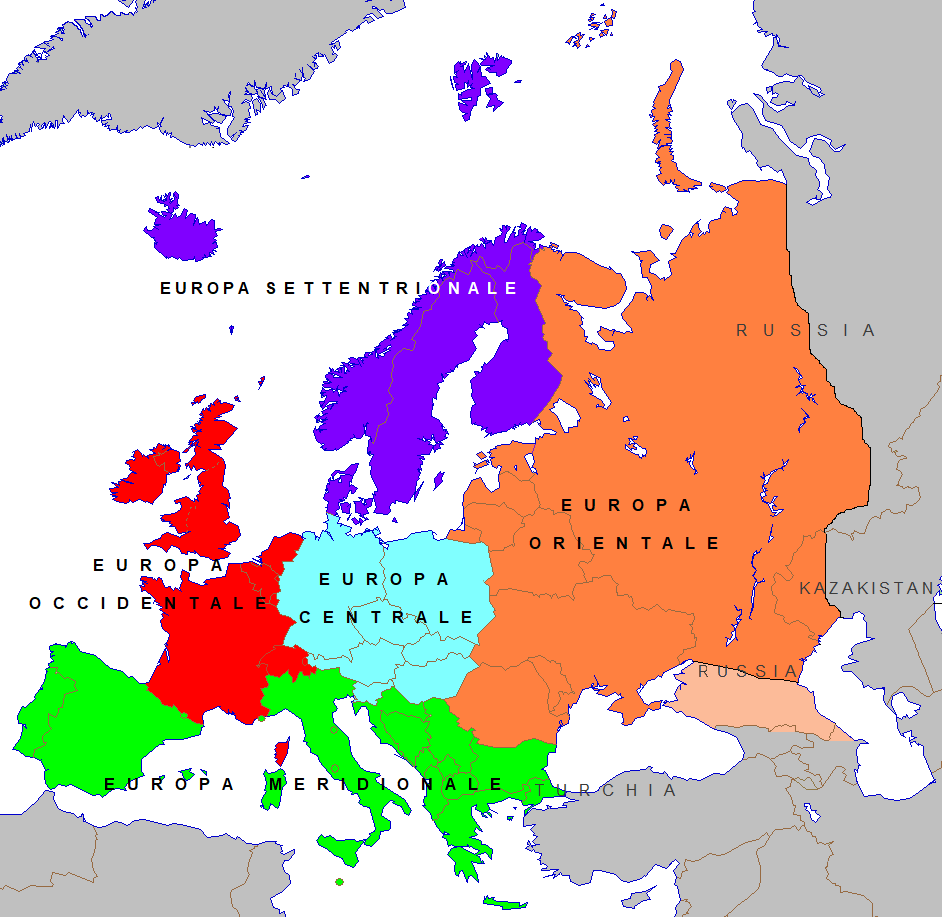
Carta 2 - Uno dei criteri di suddivisione dell'Europa in regioni.

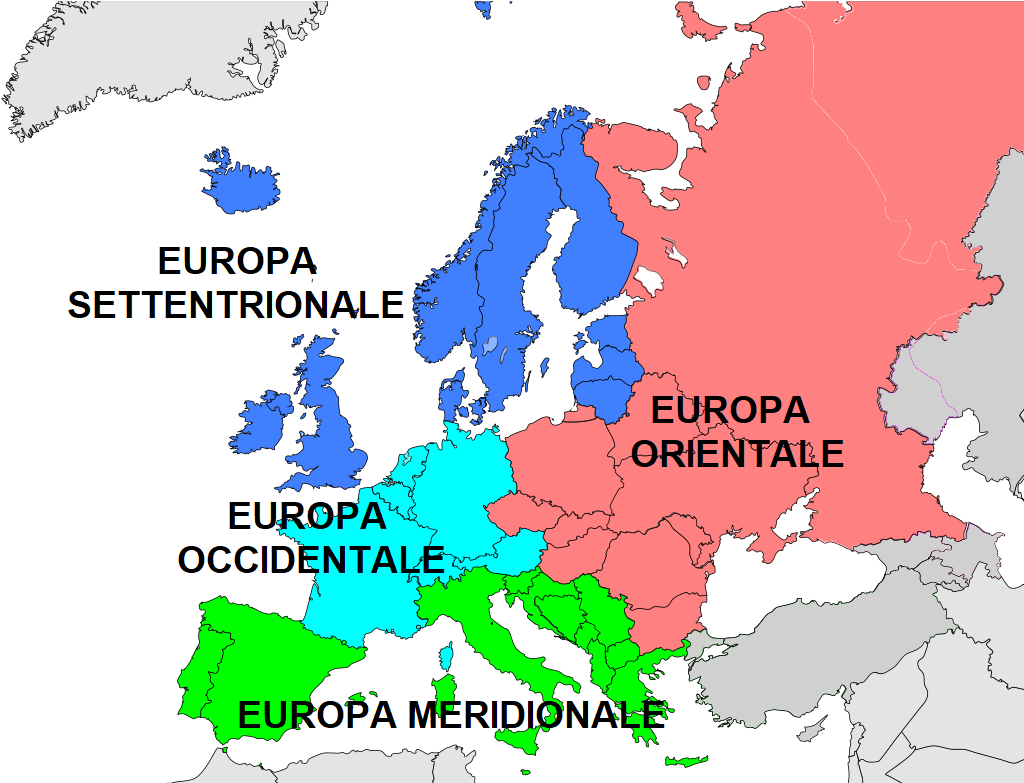
Carta 3 - L'Europa secondo il geoschema delle Nazioni Unite

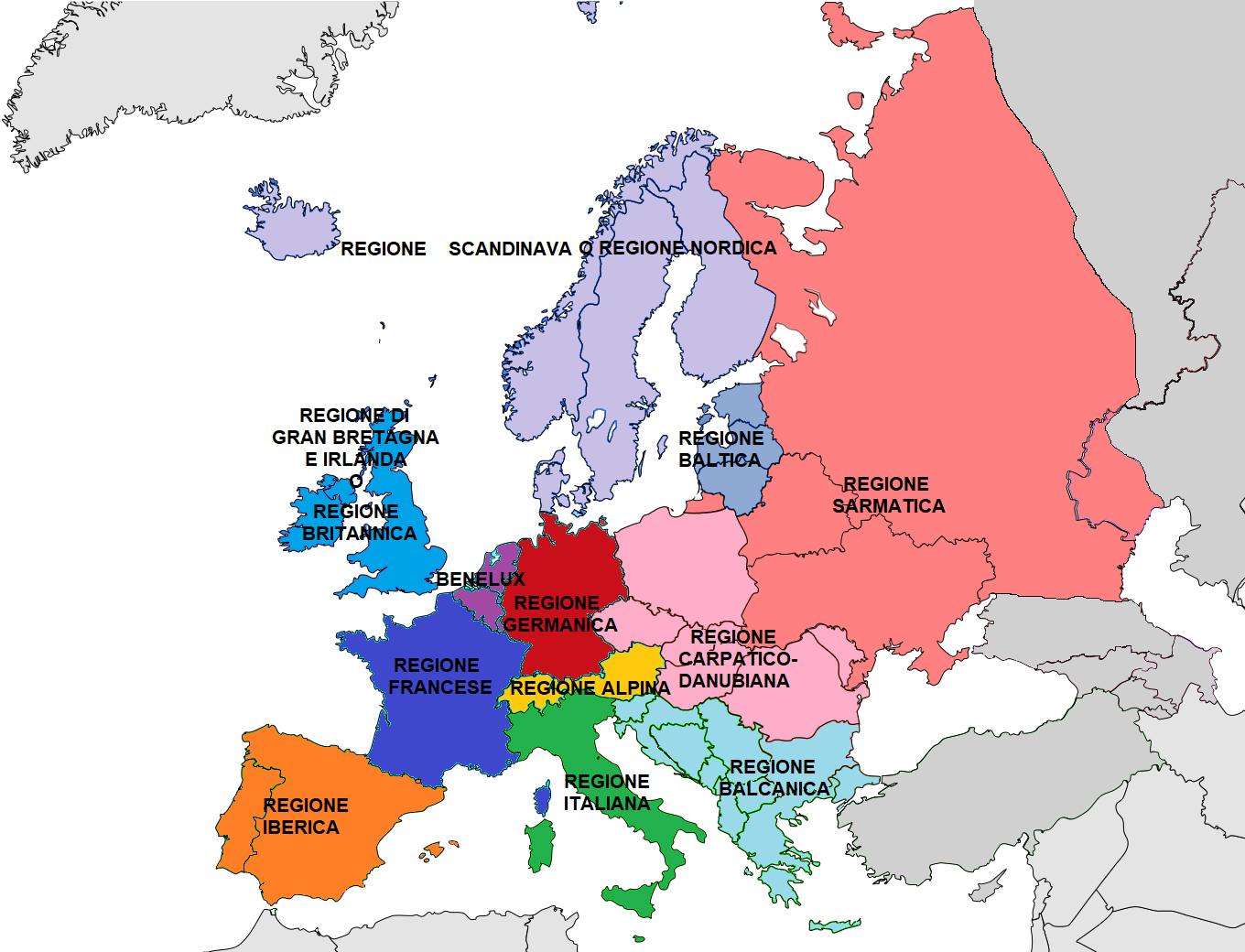
Carta 4 - Raggruppamento dei Paesi d'Europa in cui non si utilizza l'espressione "Europa orientale"

Esistono vari criteri di raggruppamento dei Paesi europei in regioni; secondo un criterio, l'intero continente è diviso in sole due parti e l'espressione "Europa orientale" si contrappone a quella di "Europa occidentale".
Secondo altri modi di vedere, i Paesi europei sono raggruppati in un numero di regioni che arriva sino a dodici. Non tutti questi criteri comprendono una regione denominata "orientale"; nelle prime tre carte geografiche a fianco sono illustrate le suddivisioni che includono questo termine.
Nel caso di raggruppamenti che prevedono molte regioni, anche quando viene utilizzata l'espressione "Europa orientale", essa, naturalmente, riunisce un numero di Paesi considerabilmente minore, rispetto alla suddivisione del continente nelle sole zone "orientale" ed "occidentale". I più comuni raggruppamenti di questo tipo seguono i seguenti criteri.
- considerare l'Albania, la Grecia, la Turchia europea e i Paesi originati dalla dissoluzione della Jugoslavia (Slovenia, Croazia, Bosnia-Erzegovina, Serbia, Montenegro e Macedonia del Nord) come appartenenti all'Europa meridionale e non a quella orientale, limitata ai soli Paesi un tempo parte integrante dell'Unione Sovietica e a quelli membri dell'ex Patto di Varsavia.
- considerare i Paesi membri dell'ex Patto di Varsavia come appartenenti all'Europa centro-orientale e limitare l'Europa orientale ai soli Paesi che sino al 1990-1991 erano parte integrante dell'Unione Sovietica, ossia Russia, Bielorussia, Ucraina, Estonia, Lettonia e Lituania. In questo schema, la Moldavia, pur avendo fatto parte dell'Unione Sovietica, per la sua vicinanza linguistico-culturale alla Romania a volte è compresa nell'Europa orientale, a volte in quella centro-orientale[6].

Nel caso di suddivisioni che invece non prendono in considerazione l'espressione "Europa orientale", i Paesi di quest'area sono spesso raggruppati in quattro diverse regioni: regione sarmatica, regione baltica, regione carpatico-danubiana, regione balcanica o greco-balcanica; tale criterio è mostrato nella quarta carta a fianco.
Si presenta di seguito l'elenco dei Paesi dell'Europa orientale secondo la suddivisione dell'Europa in due sole regioni.
Paesi inclusi nell'Europa orientale sotto ogni punto di vista
- Albania
- Bielorussia
- Bosnia ed Erzegovina
- Bulgaria
- Rep. Ceca
- Croazia
- Kazakistan[7]
- Kosovo
- Ungheria
- Macedonia del Nord
- Moldavia
- Montenegro
- Polonia
- Romania
- Russia (solo la Russia europea)
- Serbia
- Slovacchia
- Slovenia
- Ucraina

Paesi inclusi nell'Europa orientale solo secondo criteri di geografia fisica
- Grecia
- Turchia (solo la Turchia europea)

Stati che un tempo fecero parte dell'Europa orientale, poi dissolti nel periodo 1990-1992
- Cecoslovacchia
- Germania Est
- Unione Sovietica
- Jugoslavia

Paesi inclusi nell'area storico-politica dell'Europa orientale secondo la convenzione che pone i confini continentali sul Caucaso
- Armenia
- Azerbaigian
- Cipro
- Georgia

## Geografia dell'Europa orientale

### Fiumi lunghi
Uno tra i più caratteristici elementi di questo paesaggio è rappresentato dalla ricca presenza d'acqua; infatti molti laghi e fiumi importanti si trovano in questa regione. I fiumi hanno un corso lungo e sinuoso per merito della superficie pianeggiante. Alcune delle arterie fluviali più importanti sono:
- Danubio
- Dnepr
- Don
- Ural
- Volga